# 1849年ザカリー・テイラー大統領就任式
第12代アメリカ合衆国大統領のザカリー・テイラーの就任式は、1849年3月5日日曜日にワシントンD.C.のアメリカ合衆国議会議事堂のイーストポルティコで行われた。正式な就任日である3月4日がキリスト教の安息日である日曜だったために1日遅れの就任式となったのはこれが2例目である。これは16回目となる大統領就任式であり、大統領としてのテイラーと副大統領としてのミラード・フィルモアの唯一の任期の始まりとなった。テイラーは政権開始から1年126日目に死去し、フィルモアが大統領に昇任した。大統領就任宣誓は最高裁判所長官のロジャー・B・トーニーにより執り行われた。就任式当日は雪がちらつく曇り空で始まり、就任舞踏会のうちに大雪となった。

## 就任祝賀会
就任式当日に3つの舞踏会が開催された。そのうちの1つでは予想される大勢のゲストを収容するためにジュディシャリー・スクエア・プラザに仮説の木造ビルが建てられた。イベントのチケットは10ドルであり、メニューにはテラピン、シャルロット・ラッセ、カキ、ローマン・パンチなどが含まれた。

## デーヴィッド・ライス・アッチソン大統領

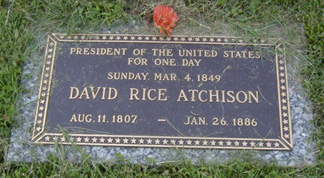
ミズーリ州プラッツバーグにあるデーヴィッド・ライス・アッチソンの墓石。「1日限りのアメリカ合衆国大統領」とある。

宣誓式が3月5日に遅らされたため、デーヴィッド・ライス・アッチソン上院議員の友人や同僚たち1849年3月4日から5日にかけては彼がアメリカ合衆国大統領代行であると主張した。彼らは前大統領のジェームズ・K・ポークと副大統領のジョージ・ダラスは3月4日正午時点で職を終え、テイラーとフィルモアがその直後に所定の宣誓を行わなかったので両職は空席であったと論じた。その結果彼らは1792年の大統領継承法に従い、アッチソンが合衆国上院仮議長であることを根拠に空白期間中の大統領代行は彼であると主張した。歴史学者、憲法学者、伝記作家らはこの主張を退けている。